# Cerkev sv. Ksaverija, Erfurt
Cerkev sv. Ksaverija (nemško Severikirche) v mestu Erfurt v Turingiji, Nemčija, je rimskokatoliška cerkvena stavba. Stoji na Dombergu (Stolnični hrib) neposredno ob stolnici Svete Marije. Kot edinstvena arhitekturna celota obe cerkvi skupaj tvorita znamenitost mesta. Cerkev sv. Ksaverija je zaradi svoje nenavadne oblike, ki kot da napoveduje poznogotsko dvoransko cerkev, ena najpomembnejših gotskih stavb v Nemčiji. V umetniško zelo pomembnem sarkofagu počivajo kosti cerkvenega patrona Ksaverija Ravenskega.

## Zgodovina stavbe

### Zgodnji srednji vek
Na mestu sedanje cerkve je stala starejša cerkev sv. Pavla, vendar med arheološkimi izkopavanji v letih 1960–1961 neposredno severno od cerkve niso našli ostankov. Tako ostaja odprto, kdaj in kdo jo je ustanovil. Njeno ustanovitev deloma še danes pripisujejo sv. Bonifaciju. Leta 708 naj bi bil ustanovljen benediktinski samostan, morda celo z nunami, pod imenom svetega Pavla. Leta 836 je nadškof Otgar iz Mainza (826–847) dal kosti svetega Ksaverija Ravenskega prenesti v Erfurt v benediktinski samostan svetega Pavla, altum monasterium. V 9. stoletju je imela cerkev verjetno dva zavetnika: svetega Pavla in svetega Ksaverija. Po negotovih zapisih je bila leta 935 pri samostanu ustanovljena kolegijska cerkev.

### Romanska stavba
Po tem se cerkev svetega Ksaverija ne omenja več do 1079–1080. Ko je Henrik IV. osvojil mesto Erfurt, so bile cerkve požgane skupaj z ljudmi, ki so se vanje zatekli. Kasneje je bila cerkev, znana kot Hohes Münster (Visoka cerkev), porušena in ponovno zgrajena v manjši obliki na istem mestu.
Leta 1121 je bil kanonikat v cerkvi svetega Ksaverija prvič omenjen v listini. Na Dombergu je bila tako druga kolegijska cerkev ob Marijini stolnici, ki je verjetno prav tako obstajala skoraj 200 let. V istem času je na mons Severi še naprej obstajal samostan, verjetno v isti cerkvi. Kot tretja ustanova na tem mestu je dal nadškof Adalbert iz Mainza (1109–1137) pred letom 1123 zgraditi škofovsko rezidenco, Krummhaus (Kriva hiša) vzhodno od cerkve sv. Ksaverija. Ker je postajalo prostora vedno manj, je Adalbert leta 1123 preselil benediktinski samostan svetega Pavla na Cyriaksberg. Leta 1142 je cerkev in samostan svetega Ksaverija, škofov grad in samostan svetega Petra na Petersbergu uničil požar. Prve naj bi bile nato do leta 1148 prezidane ali – veliko bolj verjetno – le popravljene. Kljub temu stanju je bila cerkev istega leta na novo posvečena.
Romanski tloris je še viden v današnji stavbi. Bila je triladijska bazilika z dvema transeptoma in dvema koroma; vzhodni kor sta obdajala dva vzhodna stolpa, kot v cerkvi sv. Petra in stolnici sv. Marije. Oba kora sta očitno nadaljevala starejšo tradicijo, ki jo izraža tudi dvojni patrocinij.

### Visokogotska nova stavba
Leta 1238 je dokument o odpustku omenil načrt za novo stavbo, ki se je začela graditi šele v 1270-ih. Viri opisujejo, da je cerkev »grozila, da bo postala ruševina« ali pa se je celo podrla. Dokumentarni dokazi o stavbi so izredno posrečeni, saj so bili podeljeni številni odpustki, ki so poročali o napredku gradnje. Te ugodnosti tudi kažejo, da naj bi bila nova stavba še posebej impresivna. Leta 1308 je bil posvečen novi veliki [[oltar]; takrat so bili dokončani vsaj vzhodni deli, kor in vzhodni transept. Leta 1327 naj bi bila v glavnem dokončana ladja, pet let kasneje pa celotna cerkev. Nekatera poročila že omenjajo prva popravila po udaru strele leta 1327, ki je prav tako ubila več ljudi, kar kaže na to, da je bila cerkev že takrat ponovno v uporabi.
Verjetno je bila cerkev bolj ali manj dokončana šele sredi 14. stoletja, saj je bila v 1360-ih podarjena cela vrsta oltarjev. Veliko število donacij oltarjev, vikarjev in splošno znanih visokogotskih skulptur kaže na gospodarski vzpon Erfurta v tem času. Obokanje je bilo končano šele okoli leta 1370. V 1370-ih in 1380-ih je prišlo do več sporov, med njimi tudi fizičnih, med dvema kapitularjema zaradi enonadstropne, dvopolne Blaževe kapele, zgrajene na južni strani med letoma 1358 in 1363 in mejo med obema cerkvama, ki pa je bila sporazumno dogovorjena šele leta 1387. Kapelo, katere oporniki so prestopali na posestvo sv. Marije, naj bi prezidali in mejo med obema cerkvama označili z mejnima kamnoma, tudi na kapeli, ki je bila narejena pred 1429.
Nastala je petladijska štiripolna ladja skoraj kvadratne oblike z dvema transeptoma na vzhodu in zahodu. Tloris romanske stavbe je bil tako v veliki meri ohranjen, morda pa so bili uporabljeni tudi stari temelji. Dodali pa so še drugo stransko ladjo na severu in jugu, s čimer je celotna cerkev dobila širino transeptov, ki tako niso več štrleli navzven. Na prvi pogled se zdi, da sta oboka iz okoli leta 1370 enako visoka, kar daje stavbi zelo enoten videz. Tu je na romanskem tlorisu v času visoke gotike zrasla za tisti čas izjemno nenavadna cerkvena stavba, ki je pravzaprav prišla v modo šele mnogo kasneje s poznogotskimi dvoranskimi stavbami iz 15. stoletja. Dvokrožna, dvonadstropna Marijina kapela na severni strani je verjetno nastala sočasno s cerkvijo in portalno vežico glavnega portala (Marija z detetom 1360/70).

### Poznogotske predelave
Velik prelom v zgodovini in gradbeni zgodovini cerkve je bil uničujoč mestni požar 19. junija 1472, v katerem je bil močno prizadeta tudi cerkev sv. Ksaverija. Poškodovani ali uničeni so bili zvoniki, zvonovi, orgle, celotno ostrešje, zahodni kor s križnim hodnikom in deli obokov. Okoli leta 1500 je bila škoda, ki jo je povzročil požar, popravljena in postavljenih je bilo nekaj novih stavb, kot sta zakristija in [fkapiteljska dvorana]]. Iz tega časa je ogromna štirikapna streha, ki pokriva celotno ladjo (1472–1473) in današnja oblika vzhodnega zaključka s skupino treh zvonikov.
Korna stranska stolpa, kvadratnega tlorisa, izvirno izhajata iz obdobja visoke gotike, vendar sta bila uničena, razen nižjih nadstropij, nato pa ponovno zgrajena in leta 1495 prevzela sedanjo obliko z vitkimi zvoniki. Dvignjen osrednji stolp z nadstropjem zvonika je bil verjetno takrat tudi prizidan, koničasti zvonik pa je datiran z letom 1494. Zahodni kor so podrli skupaj s priključki za križni hodnik in na njegovem mestu do leta 1495 zgradili dvonadstropni prizidek s Križevo kapelo.
Poznogotski Marijin oltar (1510) v severni stranski ladji je pripisan saalfeldski šoli. V svetišču, omari podobnem osrednjem delu, ustoličeno Božjo mater Marijo obdajata stoječi figuri sv. Barbare (s kelihom) in sv. Katarine (z mečem). Liki svetnikov na stranskih krilih so izklesani v ploskovitem reliefu in prikazujejo sv. Uršulo (s puščico in knjigo) in Marijo Magdaleno (s kozarcem za mazilo). Ko sta stranski krili zaprti, se vidi Oznanjenje Kristusovega rojstva nadangela Gabriela.

### Križni hodnik
Objavljeni dokumenti omenjajo križni hodnik dvakrat, leta 1317 in 1363, danes pa se običajno domneva, da gotska Ksaverijeva cerkev nikoli ni imela popolnoma razvitega križnega hodnika. Zanj bi bil prostor le na severni strani, vendar tam ni sledov, prav tako ni dokazov o rušenju križnega hodnika ali ograde. Kot kapiteljska dvorana (locus capitularis) je verjetno služil prostor v sami cerkvi. Leta 1386 sta se tam očitno srečala kapitularja, naslednje leto pa je lokacija opisana celo kot soba v vzhodnih travejah severne ladje neposredno zahodno od severnega transepta. Skozi glavni portal na severni strani so kanoniki vstopali k bogoslužju in kapiteljskim shodom, medtem ko je današnji glavni vhod na jugu služil kot laični portal.
Po požaru leta 1472 so na zahodni strani cerkve in pred jugozahodnim vogalom zgradili ambitus, ki je morda le obnovil starejše stanje brez temeljitih sprememb. Leta 1485 so na severni strani cerkve sezidali novo zakristijo (porušeno 1818) in kapiteljsko dvorano, deset let pozneje pa so zgradili nov križni hodnik.

### Cerkev in samostan v sodobnem času
Od leta 1582 do 1584 je tu deloval kot župnik Valentin Leucht (1550–1619), pisec knjig, poznejši cesarski dvorni palatin in knjižni komisar.
Leta 1633 so cerkev svetega Ksaverija zasedli švedski vojaki in jo nato predali protestantom, ki so spremenili notranjost tako, da so porušili oltar in prestavili prižnico. Že leta 1635 pa so cerkev vrnili katoličanom in spremembe razveljavili. V 1670-ih je cerkev dobila nov baročni veliki oltar.
Tako kot Marijin samostan je bil tudi Ksaverijev samostan ukinjen med sekularizacijo leta 1803. V letih 1813–1814 je francoska okupacija cerkev začasno uporabljala kot vojaško bolnišnico, zlasti zaradi divjanja »živčne mrzlice« (tifus). Med obleganjem Erfurta so mnoge mrtve odložili v sosednje kleti in podzemne prehode. Leta 1811, v času Napoleonove »cesarske domene« v Erfurtu, je bila cerkev na Napoleonovo pobudo v Erfurtskem obveščevalnem listu objavljena za prodajo za rušenje. Kupca ni bilo, zato so cerkev ohranili.
Leta 1834 so se začela obnovitvena dela Marijine kapele, leta 1845 pa celotne cerkve. Poslikave iz tega obdobja so bile ponovno odstranjene v letih 1928–1929.
Med drugo svetovno vojno v letih 1944–1945 je bila cerkev močno poškodovana zaradi letalskih napadov na Erfurt, predvsem zaradi udarnih valov letalskih min, pa tudi ob granatiranju aprila 1945. Kritina vseh streh je bila popolnoma uničena, uničeni so bili vsi vitraži, ponekod močno poškodovana krogovičja in rebra oken. Poškodovani so bili tudi Bonifacijeva kapela in stanovanjski objekti ob cerkvi.
V 1970-ih in zgodnjih 1980-ih so ponovno prenovili streho in v celoti obnovili notranjost, od leta 1993 do 1995 pa je sledila obnova jugozahodnega križnega hodnika.

### Pomen
Ksaverijev samostan sega v cerkev sv. Pavla iz 8. do 9. stoletja. Relikvije, ki so prišle v Erfurt leta 836 pod nadškofom Otgarjem iz Mainza, so imele tako velik pomen, da so samostan preimenovali v »Sv. Ksaveroj«. Iz časa zatem je znano, da je pravno samostojen kanonikat obstajal že pred letom 1080. Sv. Ksaverija je bila ena najstarejših cerkva in duhovnih skupnosti v 11. do 12. stoletju. Vendar ni bila najpomembnejša, ampak je vedno stala za sv. Marijo (v pričevalnih listinah je bila vedno navedena za »sv. Marijo«). Kljub temu pa ni samo Marija sestavljala upravno enoto, ampak je bil sveti Ksaverij imenovan tudi za arhidiakonat. Posebej omembe vreden status sv. Ksaverija so upravne funkcije, ki so mu pripadale prek nadškofove posesti. Tako je bil samostan nekakšen Fronhof za škofijo. Samostan sv. Ksaverija je imel v lasti zemljo v neštetih okoliških vaseh. Zaščitno pismo iz leta 1335 cesarja Ludvika Bavarskega potrjuje vse lastnosti. V privilegiju iz leta 1348 cesarja Karla IV. so te samostanu tudi potrjene. Ta posestva so bila med drugim v okrožjih Erfurt, Weissensee in Eckartsberg, Velikem vojvodstvu Weimar, Velikem vojvodstvu Gotha, vojvodstvu Saška-Meiningen in kneževini Schwarzburg.
Domnevni nunski samostan temelji na zamenjavi z nunskim samostanom Altmünster v Mainzu. Pravzaprav je bil samostan na Cyriaxbergu, preden je bil leta 1123 zgrajen Krummhaus; tega so morali prestaviti jugozahodno od Erfurta. Kasnejših omemb nunskega samostana torej ni mogoče povezati s Ksaverijevim samostanom.

## Notranjost

### Orgle
Sedanje orgle cerkve sv. Ksaverija je leta 1930 izdelal Johannes Klais iz Bonna v baročnem ohišju orgel Wender iz leta 1714. Glasbilo ima stožčasto oblikovane skupine cevi in elektropnevmatsko zaklopko in stop.

### Zvonovi
V stolpih visi velika skupina zvonov, nekateri med njimi zgodovinski. Doneč Osana iz leta 1474 je največji v zvonjenju in okrašen z zgodovinsko pomembnimi rezbarijami zvonov.(str.12–13)  Vincentia je ulil Gerhard van Wou. Stara Marta je bil obnovljen leta 1987. Nova Marta ima izrezljan zvon Horsta Jährlinga, ki prikazuje Krištofa.

### Ksaverijev sarkofag
Leta 836 je nadškof iz Mainza, Otger iz Ravene, prinesel kosti svetega Ksaverija najprej v Mainz, nato v Erfurt. Tu so bile domnevno pokopane in čaščene v zahodnem delu predhodne stavbe cerkve. Ob prezidavi cerkve je bilo treba preoblikovati grobnico, ki je še naprej ostala na osrednjem mestu, domnevno v bližini zahodnega kora. V požaru leta 1472 je bil zahodni kor močno uničen, nato pa so grobnico razstavili in stranske plošče postavili drugam. Prvotna pokrovna plošča je bila po letu 1472 uporabljena kot vrh oltarja v južnem kraku transepta. Šele leta 1948 so dele ponovno sestavili in postavili na tem mestu, leta 1982 pa so dodali odlitek pokrovne plošče.
Sarkofag je eden umetniško najpomembnejših kosov notranje opreme v cerkvi sv. Ksaverija. Štiri reliefne plošče na stenah so nastale med približno 1360 in 1370 in jih pripisujejo mojstru Ksaverijevega sarkofaga. Skoraj v celoti kiparski visoki reliefi prikazujejo prizore iz življenja in dela svetega Ksaverija ter čaščenje Treh kraljev po vzoru v nürnberški cerkvi svetega Lovrenca iz leta 1360. Predpostavlja se tudi, da so bili posamezni deli združeni nekaj časa po nastanku in so bili pred tem samostojni ali v drugačnem kontekstu, morda so kot deli retabla z ambonom, stali v notranjosti cerkve.

### Bonifacijeva kapela
Katoliška Bonifacijeva kapela je kvadraten stolp, delno še romanski, ki je morda prvotno pripadal nadškofovemu gradu. Verjetno je bil že v 14. stoletju spremenjen v kapelo, ko je bilo vstavljeno okno s krogovičjem na zahodni strani. Štirikapna streha s slemenskim stolpom je iz 17. stoletja.